# نوکیا ان۹۵
نوکیا ان۹۵ با شناسهٔ داخلی «RM-۱۵۹» یک گوشی تلفن همراه از سری ان شرکت نوکیا است.
در جعبه گوشی یک کارت  میکرواس‌دی٬ شارژر، دی‌وی‌دی نصب و دفترچه راهنما شامل هدست سیمی همراه با ریموت، کابل خروجی تلویزیون و کابل مینی یواس‌بی اتصال به رایانه گوشی وجود دارد. 
این گوشی دارای دوربین ۵ پیکسلی مجهز به عدسی کارل زایس تزار، جی‌پی‌اس (ردیاب ماهواره‌ای) به همراه فناوری آ-جی پی اس (A-GPS) ونقشه بیینی ۱۰۰ کشور جهان، قابلیت کشیه می‌باشد.
نوکیا این گوشی را در نمایشگاهی در نیویورک در سپتامبر ۲۰۰۶ به نمایش عمومی گذاشت.
ابعاد آن ۲۱×۵۳×۹۹ میلی‌متر و وزن آن ۱۲۰ گرم است که بسیار برای این همه امکانات بهینه‌است.
رویه گوشی را صفحه نمایش بزرگ ۲٫۶ اینچی، ۱۶ میلیون رنگ احاطه کرده‌است. این گوشی از ۶۴ مگابایت جافظه رم (Ram) سیستم‌عامل سیمبیان نسخه ۹٫۲، سری ۶۰ ویراست سوم بهره می‌برد.

## میان‌افزار
آخرین میان‌افزار ارائه شده برای نوکیا ان۹۵ توسط نوکیا نسخهٔ ۳۱٫۰٫۰۱۷ است.

## گونه‌ها

### نوکیا ان۹۵ ۸ گیگابایت

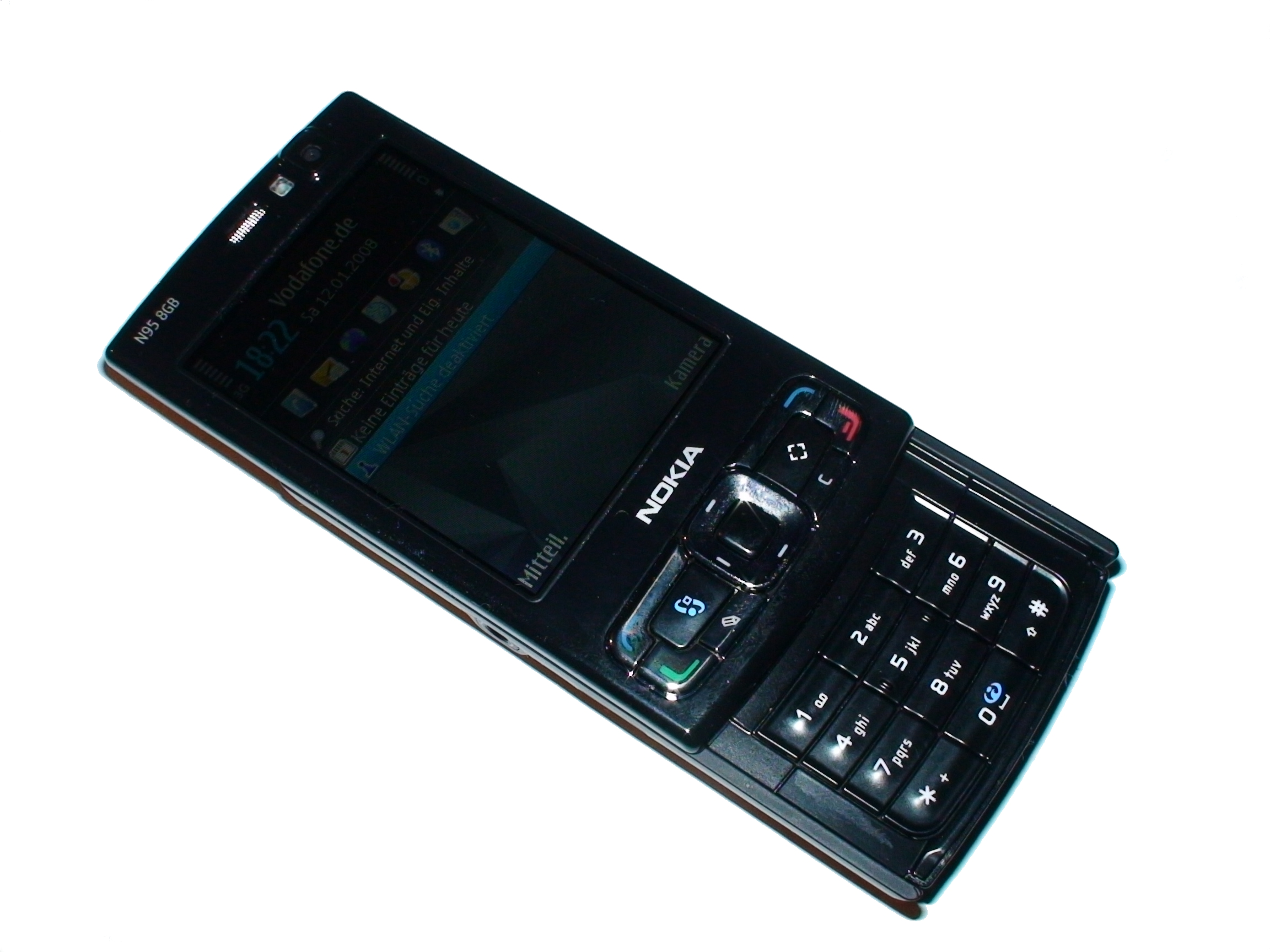
نوکیا ان۹۵ ۸ گیگابایت

نوکیا ان۹۵ ۸ گیگابایت با شناسهٔ داخلی «آراِم-۳۲۰» نمونهٔ تجدید نظر شدهٔ ان۹۵ است.

#### پیشرفت‌ها
- حافظهٔ داخلی فلش ۸ گیگابایت
- صفحهٔ نمایش بزرگتر ۲٫۸ اینچی
- رم ۱۲۸ مگابایت
- باتری ۱۲۰۰ میلی‌آمپرساعت
- بهبود در چینش کلیدهای رویی
- دست‌آزاد و کنترل از راه دور جدید[۱]

#### پسرفت‌ها
- چگالی پیکسل‌ها به ۱۴۲ دی‌پی‌آی رسید، در مقایسه با ۱۵۳ دی‌پی‌آی در ان۹۵ معمولی؛ دلیل آن صفحهٔ نمایش بزرگتر با همان وضوح تصویر کیووی‌جی‌ای است.
- حذف شکاف مایکرواس‌دی
- حذف محافظ کشویی لنز دوربین به منظور فضاسازی برای باتری بزرگتر؛ ورود به نرم‌افزار دوربین اکنون توسط فشردن و نگه داشتن کلید شاتر دوربین انجام می‌گیرد.
- افزایش وزن به ۱۲۸ گرم

#### میان‌افزار
آخرین میان‌افزار ارائه شده برای نوکیا ان۹۵ ۸ گیگابایت توسط نوکیا نسخهٔ ۳۵٫۰٫۰۰۱ است که در ۱۱/۱۱/۲۰۰۹ برای این گوشی ارائه شده‌است و دارای ایرادهایی در حالت چرخیده‌است.